# 5381 Sekhmet
5381 Sekhmet este o planetă minoră (asteroid), cu un diametru de 0,935 km, din Asteroid Aten. A fost descoperită pe 14 mai 1991 la Observatorul Palomar de Carolyn S. Shoemaker și a fost numită după Sekhmet. 
Obiectul prezintă o orbită caracterizată de o semiaxă mare de 0,9474273 UA, o excentricitate de 0,2962232, o înclinație de 48,97029 ° în raport cu ecliptica.